# Джибріль Сіссе
Джибрі́ль Сіссе́ (фр. Djibril Cissé, французька вимова [dʒibʁil sise]; нар. 12 серпня 1981 року, Арль, Франція) — французький футболіст івуарійського походження, нападник. Учасник чемпіонатів світу 2002 та 2010 років у складі збірної Франції.
Сіссе народився в мусульманській сім'ї вихідців із Кот-д’Івуару. Він був сьомою і наймолодшою дитиною в сім'ї. Його батько Манге Сіссе (1945-2009) був професійним футболістом. На Кубку Африки 1970 року він був капітаном збірної Кот-д'Івуару. 1974 року вся родина переїхала до Франції, де вже й народився Джибріль.

## Клубна кар'єра

### «Осер»
Сіссе почав кар'єру у футбольній академії «Авіньйона», клубу, де завершував кар'єру гравця його батько. 1996 рік він провів у футбольній школі «Німа», а потім перейшов в юнацьку команду «Осера». В 1998 році він підписав контракт з основною командою.
20 березня 1999 року, в матчі проти «Парі Сен-Жермен», відбувся дебют Сіссе в чемпіонаті Франції. Протягом перших двох сезонів Джібріль з'явився на полі всього 3 рази та не забив жодного гола, виступаючи переважно за молодіжну команду, в якій він був одним з ключових футболістів. В 1999 році в складі юніорів «Осера», виграв Кубок Гамбарделла.
Гравцем основи Сіссе став в сезоні 2000/01 року — він провів 25 матчів у Лізі 1, 8 разів вразив ворота суперників. Свій перший м'яч нападник забив 5 серпня 2000 року в поєдинку проти «Меца», вийшовши на поле за 10 хвилин до закінчення зустрічі. У тому ж році Джібріль забив свій дебютний гол у міжнародній зустрічі, в матчі Кубку Інтертото проти німецького «Вольфсбурга».
Сезон 2001/02 року Сіссе почав з чотирьох м'ячів, забитих ним у ворота «Ренна». Джібріль виграв перегони бомбардирів у Педро Паулета, а «Осеру» допоміг потрапити у кваліфікацію Ліги чемпіонів УЄФА 2002/2003.
Сезон 2002/03 затьмарений для нападника численними травмами. Попри це, саме його гол у ворота суперника по кваліфікації Ліги чемпіонів португальської «Боавішти», виводить «Осеру» в основну сітку Ліги чемпіонів. Сіссе допоміг клубу виграти Кубок Франції, забиваючи майже в кожному матчі, у тому числі і в фіналі проти «ПСЖ». Сезон нападник закінчив найкращим бомбардиром команди з 14 голами. Сіссе почали цікавитися закордонні клуби, але він вирішує залишитися в «Осері» ще на сезон.
Сезон 2003/04 Джібріль провів ударно — в 38 матчах забив 26 голів. «Осер» фінішував четвертим та пробився в Кубок УЄФА, де в плей-офф програв «ПСВ» з Ейндховена (в цих іграх Сіссе відзначився двічі).
Всього за «Осер» Сіссе провів більше 150 матчів та забив 90 голів у всіх турнірах і є другим бомбардиром після Анджея Шармаха (94 голи) в історії клубу з Бургундії.

### «Ліверпуль»
З ініціативи тренера «Ліверпуля» Жерара Ульє, який був давнім шанувальником таланту Джибріля, «червоні» придбали нападаючого у 2004 році за 14 млн фунтів.
У першому сезоні в «Ліверпулі» Сіссе почав забивати з першого туру, але 30 жовтня 2004 року, у поєдинку проти «Блекберна», нападник отримав серйозну травму — в ігровому протиборстві із захисником Джеймсом Маківлі Сіссе зачепився ногою за газон, а захисник ненавмисний удар. Джибріль отримав відкритий перелом великої гомілкової і малої гомілкової кісток. Травма порушила кровообіг і лише завдяки своєчасній допомозі лікарів Сіссі вдалося уникнути ампутації ноги. 13 квітня 2005 року, у чвертьфінальному матчі Ліги чемпіонів проти «Ювентуса», Джібріль уперше після перелому з'явився на полі, вийшовши на заміну. У заключному турі Прем'єр-ліги проти "Астон Вілли" Сіссе зробив дубль, принісши команді перемогу з рахунком 2:1, а у фіналі Ліги чемпіонів 2005 року проти "Мілана" реалізував удар у серії післяматчевих пенальті.
У сезоні 2005/06 року тренер «Ліверпуля» Рафаель Бенітес використав Сіссе в основному як правофлангового нападаючого, і хоча Джібріль дуже якісно освоївся в новій ролі, він хотів грати на більш звичній позиції центрфорварда. У фіналі Суперкубку УЄФА 2005 проти ЦСКА француз забив два голи (перший гол був забитий за спірних обставин — суддя зустрічі залишив без уваги гру рукою у Сіссе). Ліверпуль переміг 3:1, а Сіссе став найкращим футболістом матчу. У фіналі Кубка Англії 2006 проти «Вест Хема» Сіссе відкрив рахунок, далеким ударом пробивши Шаку Хіслопа, а «Ліверпуль» переміг у серії пенальті, 3:1. За підсумками сезону Джібріль забив 19 м'ячів у всіх змаганнях.

### «Олімпік» Марсель
Влітку 2006 року з'явилися чутки про те, що Сіссе може залишити «Енфілд». Спекуляції посилилися, коли він перестав потрапляти до стартового складу. 2 липня 2006 року Сіссе заявив, що Бенітес змушує його залишити «Ліверпуль». На початку червня з'явилася інформація про те, що умови переходу до марсельського Олімпіку вже узгоджені. Того ж дня у товариському матчі проти збірної Китаю Джібріль в ігровому зіткненні з Чжен Чжі отримав відкритий перелом гомілки. Орендна угода з «Олімпіком» була вже оформлена, тому Сіссе переїхав до Марселя.
20 жовтня 2006 року Сіссе приступив до тренувань у складі нової команди. 22 грудня 2006 року у матчі проти «Сент-Етьєна» Джібріль забив свій перший гол за «Марсель». Сіссе багато критикували за те, що він мало забиває. На захист нападника стала французька футбольна легенда, Жан-П'єр Папен, закликавши критиків бути більш терплячими до нападника, який отримував такі небезпечні травми. Поступово Джібріль повернув колишню форму. За підсумками сезону 2006/07 на його рахунку було 8 голів у 21 зустрічі, а також Сіссе допоміг «Олімпіку» кваліфікуватися у Лізі чемпіонів наступного року. 12 травня 2007 року Джібріль забив два голи у фіналі Кубка Франції проти «Сошо», але «Марсель» втратив трофей у серії пенальті.
7 липня 2007 року "Марсель" викупив трансфер Сіссе у "Ліверпуля" за €8 млн. У послугах Джібріля були зацікавлені також "Віган", "Тоттенхем", "Блекберн", "Портсмут" і "Болтон". 26 січня 2008 року Джібріль зробив хет-трик у поєдинку проти «Кана».
18 вересня 2007 року у першому матчі групового етапу Ліги чемпіонів проти турецького "Бешикташа" Джібріль забив гол на останній хвилині матчу, а "Марсель" переміг 2:0. 6 березня 2008 року у матчі Кубка УЄФА проти «Зеніту» Сіссе вивів команду з капітанською пов'язкою. У тому ж поєдинку Джібріль забив два голи і допоміг клубу здобути перемогу з рахунком 3:1. Однак у матчі-відповіді «Марсель» поступився «Зеніту» з рахунком 2:0 і вибув з плей-офф.

### «Сандерленд»
20 серпня 2008 року Джібріль повернувся до англійської Прем'єр-ліги. "Сандерленд" узяв французького нападника в річну оренду у "Олімпіка". Сіссе розпочав кар'єру в новому клубі, як і в «Ліверпулі», забивши в першому ж матчі переможний гол у ворота «Тоттенхем Хотспур». Через кілька днів після матчу нападник заявив, що дуже швидко адаптувався до нової команди і готовий виступати за неї на постійній основі. У свою чергу, головний тренер «чорних котів» Рой Кін сказав, що так само радий був би укласти з нападником тривалий контракт.
25 жовтня 2008 року в "Тайнвірському дербі" проти "Ньюкасла" Сіссе забив свій третій гол за клуб, "Сандерленд" перемагає 2:1. Після поєдинку з «Халл Сіті», в якому француз відрізняється знову, Сіссе заявляє, що, незважаючи на звільнення з посади тренера Кіна, він так само готовий підписати з «котами» постійний контракт. 18 квітня 2009 року м'яч Джібріля приніс перемогу «Сандерленду» над «Халлом», 1:0, а для нападника став 10-м. 24 травня стало відомо, що «коти» не збираються підписувати нападника на постійній основі, і Джібріль повернувся до Марселя.

### «Панатинаїкос»
25 червня 2009 року Сіссе перейшов з «Марселя» до «Панатинаїкосу», підписавши з грецьким клубом контракт на чотири роки. Французький форвард став найоплачуванішим футболістом в історії цієї команди — за новим контрактом він отримував два мільйони фунтів на рік. «Олімпік» отримав від греків €8 млн за трансфер нападаючого, але загальна сума переходу з урахуванням бонусів становила близько €20 млн. 22 серпня 2009 року у матчі проти «Ерготеліса» Сіссе забив свій перший гол за новий клуб[46]. Незабаром він став головним голеодором команди та привів «Панатінаїкос» до золотих медалей чемпіонату вже у своєму дебютному сезоні. Після виграшу чемпіонату та Кубка Греції Сіссе зробив татуювання у вигляді конюшини (емблема клубу) з написом «Дубль 2009/10». Також Джібріль став найкращим бомбардиром чемпіонату Греції, забивши 23 м'ячі у 28 матчах.
16 грудня 2009 року в матчі Ліги Європи проти бухарестського «Динамо» Сіссе забив два голи і допоміг своїй команді здобути велику перемогу, 3:0. 18 лютого 2010 року у першому матчі 1/16 Ліги Європи проти «Роми» француз забив переможний гол наприкінці матчу та «Панатінаїкос» переміг, 3:2. У матчі-відповіді Сіссе забив два голи, «Пао» виграв з тим же рахунком і пройшов у наступний раунд турніру.
У новому сезоні став капітаном команди. 30 жовтня 2010 року в Дербі проти споконвічних суперників з «Олімпіакосу» Сіссе забив два голи та приніс клубу перемогу, 2:1. Вже у 20-му матчі нового сезону Джібріль досяг позначки у 18 забитих м'ячів. На церемонії вручення нагород за підсумками сезону француз сказав: «Я не просто футболіст, який виступає за „Панатинаїкос“, я є одним із найзатятіших його фанатів».
21 лютого 2011 року у матчі «Олімпіакоса» та «Панатинаїкоса», після фінального свистка, фанати прорвали загородження, вибігли на поле та почали ображати футболістів «Пао». Джибріль не зміг стерпіти образ на расовому ґрунті і заявив:
|  | Це мої останні місяці у Греції, тому що я не можу жити і грати за таких умов. |

Через місяць Сіссе досяг позначки 50 м'ячів за клуб у всіх змаганнях, свій успіх він відсвяткував, забравшись на фанатську трибуну. В останньому матчі сезону Джібріль попрощався з уболівальниками, які всім стадіоном скандували його ім'я.

### «Лаціо»
Влітку 2011 року Сіссе перейшов з «Панатинаїкоса» до римського «Лаціо». 18 серпня 2011 року дебютував за клуб у домашньому матчі кваліфікаційного раунду Ліги Європи 2011/12 проти македонського клубу «Работнички», в якому забив 2 своїх перших голи за «б'янкочелесті». 9 вересня Джібріль дебютував у серії А у матчі з «Міланом» і забив гол, а його команда зіграла внічию 2:2. Кар'єра француза в Італії не задалася — він не показував колишньої високої результативності, тому взимку з'явилися перші чутки про можливий вихід Сіссе з команди. З відкриттям зимового трансферного вікна Джібріль вирішив залишити "Лаціо". Відхід із клубу супроводжується скандалом — уболівальники римського клубу почали ображати футболіста на расовому ґрунті у його твіттері.
Сам гравець так коментує свій виступ за римський клуб:
У Лаціо я не міг бути самим собою. Я не грав на тій позиції, до якої звик, бо мене ставили на правий, то на лівий край. Це мене дуже засмутило.

### «Квінз Парк Рейнджерс»
31 січня 2012 року Сіссе підписав контракт з англійським «Квінз Парк Рейнджерс» терміном на 2,5 роки. Французький нападник став четвертим трансфером нового тренера Марка Хьюза. Джибріль пояснив свій перехід бажанням потрапити до заявки збірної Франції на чемпіонат Європи 2012. У своєму дебютному матчі за «рейнджерів» у рамках 23 туру чемпіонату Англії проти «Астон Вілли» він відкрив рахунок на 12-й хвилині. Після цього м'яча Джібріль став другим гравцем в історії англійської Прем'єр-ліги після Еммануеля Адебайора, який забивав гол у своєму першому матчі за три різні клуби («Ліверпуль», «Сандерленд», «Квінс Парк Рейнджерс»). Матч закінчився із рахунком 2:2. У наступному матчі проти «Вулверхемптону» Сіссе отримав червону картку за те, що схопив за горло Роджера Джонсона, який його спровокував. 21 березня 2012 року Джібріль забив у матчі проти свого колишнього клубу, «Ліверпуля», вирвавши перемогу для «КПР», 3:2. Через три дні Сіссе отримав друге за п'ять матчів вилучення, грубо зробивши підкат проти Фрейзера Кемпбелла в поєдинку проти ще одного свого колишнього клубу, Сандерленда. Своє повернення після дискваліфікації Джібріль відзначив голом престижу у ворота Челсі, 6:1. Свій п'ятий гол у семи матчах Сіссе забив «Стоку», «КПР» виграв. 13 травня 2012 року у заключному турі Прем'єр-ліги Джібріль забив свій шостий гол у восьми матчах у ворота майбутнього чемпіона «Манчестер Сіті».
Незважаючи на високу результативність Джибріля та травми кількох основних футболістів, Лоран Блан не взяв Сіссе на чемпіонат Європи до Польщі та України.
Свій перший гол у новому сезоні Джібріль забив у ворота «Редінга» у поєдинку Кубка англійської ліги, в якому його команда втратила перемогу наприкінці зустрічі, 2:3. 27 жовтня Сіссе провів свій 100-й матч в англійській Прем'єр-лізі, замінивши Боббі Замору у другому таймі матчу проти лондонського «Арсеналу». 4 листопада у поєдинку Прем'єр-ліги проти «Редінга» Сіссе забив свій перший гол у сезоні 2012/13, який приніс «КПР» нічию, 1:1.
У січні 2013 року з'явилася інформація про те, що Сіссе може покинути команду під час зимового трансферного вікна через те, що новий тренер «КПР» Гаррі Реднапп не розраховує на нападника. Джибріля хотів придбати «Лілль», але не зміг потягнути його трансферну вартість.

### «Аль-Гарафа»
20 січня 2013 року Сіссе перейшов до катарського клубу «Аль-Гарафа» на правах оренди до кінця сезону. 22 січня у матчі проти «Аль-Харіят» Джібріль дебютував у Лізі Старз. 27 січня у своєму другому матчі за "Аль-Гарафу" проти "Аль-Арабі" Сіссе забив свій перший гол, який виявився єдиним у зустрічі.
22 червня 2013 року Сіссе погодив умови контракту з клубом Ліги 1 «Монпельє». 28 червня форвард повідомив, що від переходу до французького клубу відмовився президент клубу Луї Ніколлен. «Як шкода, що не зрослося. Монпельє - чудове місто, і клуб хороший. Жаль тільки, що президент клубу — ідіот. Дякую за вашу підтримку, але мені шкода гравців та вболівальників „Монпельє“. Нелегко щодня бачити такого тупого президента», — написав Сіссе у своєму твіттері.
«Кубань»
4 липня 2013 року Сіссе офіційно став гравцем російської «Кубані», підписавши контракт за схемою «1+1». Джибріль взяв собі «13» номер, але потім змінив його на «9».
13 - номер департаменту, в якому я народився в Арлі, так як всі традиційні для форвардів номери до мого приходу вже були зайняті, нехай це число приносить мені успіх.
20 липня у гостьовому матчі проти «Томі» Сіссе дебютував у чемпіонаті Росії, вийшовши на заміну замість Ібраїма Бальді у другому таймі зустрічі. 25 серпня у домашньому матчі проти «Уралу» зробив дубль, спочатку реалізувавши пенальті, а потім замкнувши простріл Шарля Каборе[80]. 24 жовтня у матчі групового етапу Ліги Європи проти «Суонсі» Сіссе врятував гостей від поразки, реалізувавши пенальті у доданий час. 31 грудня розірвав контракт.

### «Бастія»
1 січня 2014 року "Бастія" на своєму офіційному сайті підтвердила перехід Сіссе. Контракт із «Бастією» розрахований на півтора роки. 11 січня у матчі проти «Валансьєна» він дебютував за новий клуб. 11 лютого у поєдинку проти «Тулузи» Сіссе забив свій перший гол за «Бастію».
У жовтні 2014 року Джібріль повідомив, що через постійні болі збирається завершити кар'єру після закінчення сезону. Через рік він завершив свою кар'єру, очікуючи на встановлення протеза шийки стегна.

### «Сен-П'єруаз»
У червні 2015 року Сіссе підписав контракт із клубом «Сен-П'єруаз» одного із заморських регіонів Франції Реюньйона (біля Мадагаскару). Контракт з клубом Прем'єр-ліги Реюньона було підписано на місяць, що розпочався у вересні того ж року. 20 жовтня 2015 року він знову оголосив, що завершує кар'єру через травму. Однак у жовтні 2016 року гравець почав знову тренуватись, цього разу з резервом «Осера», але в лютому 2017 року знову вирішив завершити кар'єру футболіста, щоб стати діджеєм.

### «Івердон» та «Віченца-1902»
4 липня 2017 року 35-річний Джібріль знову відновив кар'єру, ставши гравцем швейцарського клубу «Івердон». Він забив 24 м'ячі, ставши найкращим бомбардиром турніру. У серпні 2018 року Сіссе уклав контракт з італійським клубом «Віченца-1902» із Серії D. Однак після невдач клуб став нездатним виплачувати зарплату футболістам.

## Кар'єра у збірній

### Молодіжна збірна
Сіссе почав залучатися до юнацьких збірних різного віку з 15 років. 2001 року у складі молодіжної збірної Франції Джібріль поїхав на молодіжний чемпіонат світу до Аргентини. На турнірі Сіссе забив 6 м'ячів у 5 матчах і допоміг своїй команді вийти до 1/4 фіналу. Нападник зробив хет-трик у ворота збірної Ірану, двічі забив збірної Німеччини та одного разу відзначився у поєдинку зі збірною Парагваю.
У стикових матчах за влучення на молодіжний чемпіонат Європи 2004 Сіссе забив три голи в обох зустрічах проти збірної Португалії, але в поєдинку у відповідь, незабаром після забитого ним м'яча, був вилучений з поля. Ця червона картка спричинила 4-х матчеву дискваліфікацію, через яку Сіссе пропустив чемпіонат Європи 2004 року.

### Збірна Франції
18 травня 2002 року Джибріль у віці 21 року дебютував у збірній Франції у матчі проти збірної Бельгії, замінивши у другому таймі Давида Трезеге.
Після вдалого для Сіссе сезону 2001/02 головний тренер збірної Роже Лемер включив форварда до складу команди, що вирушила на чемпіонат світу до Японії та Південної Кореї. Джибріль взяв участь у матчах групового етапу проти збірних Сенегалу, Уругваю та Данії, вийшовши на заміну у всіх трьох поєдинках. На мундіалі Сіссе не забив жодного гола.
7 вересня 2002 року у матчі кваліфікаційного раунду Євро-2004 проти збірної Кіпру Сіссе забив свій перший гол за збірну. Нападника було включено до заявки національної команди для участі у Кубку конфедерацій 2003. Свій єдиний гол на турнірі він забив у матчі проти збірної Нової Зеландії. У складі національної команди нападник став володарем золотих медалей.
Через дискваліфікацію, отриману Сіссе в матчі за молодіжну команду, він пропустив чемпіонат Європи в Португалії і змушений був готуватися до наступного для себе турніру, чемпіонату світу 2006 року в Німеччині. У рамках підготовки до мундіалю, у товариському матчі проти збірної Китаю, Джібріль знову отримав відкритий перелом гомілки, зіткнувшись із Чженом Чжі. На турнір він не влучив.
Джибріль взяв участь у трьох матчах відбірного циклу чемпіонату Європи 2008, але потрапити до заявки на поїздку до Швейцарії не зміг. Після результативного сезону у Греції Сіссе отримав запрошення на товариський матч проти збірної Іспанії. 11 травня 2010 року Джібріль був включений до остаточного списку футболістів, які беруть участь у фінальному турнірі чемпіонату світу в ПАР. На мундіалі у збірній Франції виникали конфлікти, внаслідок яких після матчу проти мексиканців зі збірної було відраховано Ніколя Анелька. Сіссе взяв участь в останньому матчі групового етапу проти збірної ПАР, але після вилучення Йоана Гуркюффа африканці дотиснули «триколірних» і збірна Франції залишила турнір.
Наступного разу Джибріль був викликаний з національної команди у жовтні 2011 року для участі у відбіркових матчах на Євро-2012 проти збірних Албанії та Боснії та Герцеговини. У поєдинку з албанцями Сіссе вийшов на поле наприкінці зустрічі при рахунку 3:0 на користь його команди, замінивши Бафетімбі Гоміса. Незважаючи на результативність Джибріля за «Квінс Парк Рейнджерс», Сіссе не був включений до підсумкового списку збірної на чемпіонат Європи 2012 року.

## Статистика виступів
Станом на 12 листопада 2012
| Клуб                 | Сезон             | Ліга | Ліга | Кубки | Кубки | Кубки ліги | Кубки ліги | Єврокубки | Єврокубки | Разом | Разом |
| Клуб                 | Сезон             | Ігри | Голи | Ігри  | Голи  | Ігри       | Голи       | Ігри      | Голи      | Ігри  | Голи  |
| -------------------- | ----------------- | ---- | ---- | ----- | ----- | ---------- | ---------- | --------- | --------- | ----- | ----- |
| Осер                 | 1998/1999         | 1    | 0    | 0     | 0     | 0          | 0          | 0         | 0         | 1     | 0     |
| Осер                 | 1999/2000         | 2    | 0    | 0     | 0     | 0          | 0          | 0         | 0         | 2     | 0     |
| Осер                 | 2000/2001         | 25   | 8    | 4     | 5     | 2          | 1          | 4         | 1         | 35    | 15    |
| Осер                 | 2001/2002         | 29   | 22   | 0     | 0     | 2          | 2          | 0         | 0         | 31    | 24    |
| Осер                 | 2002/2003         | 33   | 14   | 6     | 6     | 0          | 0          | 6         | 1         | 45    | 21    |
| Осер                 | 2003/2004         | 38   | 26   | 3     | 1     | 4          | 1          | 7         | 2         | 52    | 30    |
| Разом                | 128               | 70   | 13   | 12    | 8     | 4          | 17         | 4         | 166       | 90    |       |
| Ліверпуль            | 2004/2005         | 16   | 4    | 0     | 0     | 0          | 0          | 9         | 1         | 25    | 5     |
| Ліверпуль            | 2005/2006         | 33   | 9    | 6     | 2     | 0          | 0          | 13        | 6         | 57    | 17    |
| Разом                | 49                | 13   | 6    | 2     | 0     | 0          | 22         | 7         | 77        | 22    |       |
| Марсель              | 2006/2007         | 21   | 8    | 4     | 7     | 0          | 0          | 0         | 0         | 25    | 15    |
| Марсель              | 2007/2008         | 35   | 16   | 3     | 2     | 2          | 1          | 10        | 3         | 50    | 22    |
| Марсель              | 2008/2009         | 2    | 0    | 0     | 0     | 0          | 0          | 1         | 0         | 3     | 0     |
| Разом                | 58                | 24   | 7    | 9     | 2     | 1          | 11         | 3         | 78        | 37    |       |
| Сандерленд           | 2008/2009         | 35   | 10   | 1     | 1     | 2          | 0          | 0         | 0         | 38    | 11    |
| Разом                | 35                | 10   | 1    | 1     | 2     | 0          | 0          | 0         | 38        | 11    |       |
| Панатінаїкос         | 2009/2010         | 28   | 23   | 5     | 1     | 1          | 0          | 12        | 5         | 46    | 29    |
| Панатінаїкос         | 2010/2011         | 33   | 20   | 4     | 2     | 0          | 0          | 6         | 0         | 43    | 22    |
| Разом                | 61                | 43   | 9    | 3     | 1     | 0          | 18         | 5         | 89        | 51    |       |
| Лаціо                | 2011/2012         | 18   | 1    | 1     | 0     | 0          | 0          | 7         | 3         | 26    | 4     |
| Разом                | 18                | 1    | 1    | 0     | 0     | 0          | 7          | 3         | 26        | 4     |       |
| Квінз Парк Рейнджерс | 2011/2012         | 8    | 6    | 0     | 0     | 0          | 0          | 0         | 0         | 8     | 6     |
| Квінз Парк Рейнджерс | 2012/2013         | 12   | 1    | 0     | 0     | 1          | 1          | 0         | 0         | 13    | 2     |
| Разом                | 20                | 7    | 0    | 0     | 1     | 1          | 0          | 0         | 21        | 8     |       |
| Всього за кар'єру    | Всього за кар'єру | 369  | 168  | 37    | 27    | 14         | 6          | 69        | 21        | 488   | 222   |

## Досягнення
Командні
 «Осер»
- Володар Кубка Франції — 2002/2003

 «Ліверпуль»
- Володар Кубка Англії — 2006
- Переможець Ліги чемпіонів УЄФА — 2005
- Володар Суперкубка Європи — 2005

 «Панатінаїкос»
- Чемпіонат Греції — 2009/2010
- Володар Кубка Греції — 2009/2010

Міжнародні
 Франція
- Чемпіон Європи (U-18): 2000
- Кубка конфедерацій — 2003

Особисті
- Найкращий бомбардир чемпіонату Франції — 2001/2002
- Найкращий бомбардир чемпіонату Франції — 2003/2004
- Найкращий бомбардир чемпіонату Греції — 2009/2010
- Найкращий бомбардир чемпіонату Греції — 2010/2011
- Найкращий Молодий Футболіст Франції — 2001/02

## Особисте життя
18 червня 2005 року Джибріль узяв за дружину відому валлійську художницю-модельєра Джуді Літтлер, яка старша за нього на 7 років. Весілля відбулося у замку Боделвідан. На урочистість Сіссе запросив кілька відомих футболістів, таких як Шон Райт-Філліпс, Сільвен Вільтор, Луї Саа та Сідней Гову. Для церемонії одруження Джібріль замовив собі червоний фрак, у кольорах клубу "Ліверпуль", за який він тоді виступав. У Сіссе та Джуді троє дітей: Кассіус Клей (народився 6 березня 2006 року), названий на честь Мухаммеда Алі, Прінс Кобе (народився 26 липня 2008 року) та Марлі Джексон (народився 20 лютого 2010 року). Також у Джибриля є дочка Ілона (2001 р.н.) від попередніх відносин, а у Джуді - син Ліам (1994 р.н.). Пара розлучилася у 2012 році.
Після переїзду в Ліверпуль Сіссе купив собі будинок у Фродшемі і отримав титул власника маєтку Фродшема (Lord of the Manor of Frodsham).
Сіссе дуже часто експериментує зі своїм волоссям, роблячи різні епатажні зачіски. В "Осері" він просто освітлював волосся, у фіналі Ліги чемпіонів 2005 року додав візерунків на вибіленій потилиці, а в "Сандерленді" робив ірокези, які фарбував у червоний та зелений колір. Граючи за «Панатинаїкос», голився наголо.
Перехід Сіссе в «Олімпік» обіграний у фільмі «Таксі 4», де Джібріль з'явився у ролі камео. У 2006 році нападник брав участь у світовому турне передачі «Тачку на прокачування».

## Проблеми із законом
У жовтні 2005 року поліція заарештувала футболіста за напад на 15-річного підлітка. Джибріль був спровокований підлітком і вдарив його по голові. Хлопчик написав заяву до поліції і футболіста було затримано. Сіссе відбувся штрафом і пообіцяв, що надалі більше не битиме дітей.
2006 року вагітна Джуді була змушена звернутися до поліції у зв'язку з нападом на неї власного чоловіка. 1 квітня 2009 року в Ньюкаслі на виході з клубу Джибріль був затриманий за підозрою в нападі на жінку, але незабаром його відпустили. Пізніше футболіст знову привернув увагу поліцейських після того, як зі своїм приятелем вирішив розіграти відвідувачів супермаркету, зайшовши в магазин у масках Примарної особи та Фредді Крюгера. Покупці викликали поліцію, і ті затримали жартівників, але після зняття масок відпустили.
У жовтні 2015 року Сіссе був заарештований поліцією у справі про спробу шантажу його колишнього одноклубника Матьє Вальбуена.